# Секреторна ткива
Секреторна ткива су врста сложених трајних биљних ткива са способношћу стварања секрета. Секрети су производи метаболизма који се могу сакупљати у биљном телу или излучивати ван њега. 

## Типови секреције и секреторних ткива
Разликују се два типа секреције:
- интрацелуларна секреција при којој секрет бива излучен из протопласта и накупља се или у уљној кесици (екстраплазматска кесица) или у вакуоли;
- екстрацелуларна секреција при којој се секрети излучују из ћелије у спољашњу средину.

Ако се секрети сакупљају и остају било у ћелији било у посебним просторима (интерцелуларима), цевима или каналима, као што су нпр. млечне цеви, код фамилије млечика (Euphorbiaceae) и смолни канали (код четинара), онда се ради о ендогеним секреторним ткивима. 
Излучивање секрета кроз ћелијски зид ван биљног тела, одређује егзогена секреторна ткива и ћелије, остварује се помоћу жлезданих ћелија које граде посебне структуре:
- жлездане длаке
- нектарије,
- хидатоде и др.

Нектарије су жлезде које излучују сладак сок (нектар), који има важну улогу у опрашивању цветова. Вода се излучује из биљке помоћу хидатода. Излучивање воде у капима назива се гутација (биљна роса).